# ماركو بلتران
ماركو أنطونيو بلتران غارسيا (بالإسبانية: Marco Antonio Beltrán García؛ مواليد 18 مايو 1986) هو مُقاتل فنون قتالية مختلطة مكسيكي.

## وصلات خارجية
- ماركو بلتران على موقع يو إف سي (الإنجليزية)
- ماركو بلتران على موقع شيردوغ (الإنجليزية)
- ماركو بلتران على موقع Tapology.com (الإنجليزية)
- ماركو بلتران على موقع IMDb (الإنجليزية)